# Біошок (фільм)
«Біошок» (англ. BioShock) — проект фантастичного фільму Хуана-Карлоса Фреснаділло, екранізація комп'ютерної гри BioShock, вихід якого був запланований на 2013 рік, але станом на 2015 рік не був реалізований. Продюсерами фільму виступають Гор Вербінські і Ерік Маклеод. Сценарій фільму написали Джон Логан і Кен Левайн. Останній є співробітником компанії Take Two Interactive Software, що працювала над створенням самої гри.

## Сюжет
Дія фільму, як і самої гри, розгортається в 1960-х роках. Головний герой на ім'я Джек летить на борту літака через Атлантичний океан. Несподівано посеред океану літак зазнає аварії, і Джек залишається єдиним з живих. Він пливе через уламки, і, урешті-решт, допливає до прилеглого маяка, в якому він виявляє потаємний вхід в підводне місто Захват.
Захват був заснований в 1946 році Ендрю Райаном, який вважав, що тільки це місто буде вирішенням проблеми з політичною й релігійною владою, що ставали все більш і більш репресивними по всьому світу.

## У ролях
- Вентворт Міллер
- Бренден Лінч